# حمى البول الأسود
حمى البول الأسود هي حمى تتميز ببول أسود مصحوب بدم. وهي إحدى مضاعفات الملاريا والتي تنفجر فيها خلايا الدم الحمراء ويحصل لها تحلل دموي في مجرى الدم وتطلق الهيموغلوبين إلى الأوعية الدموية وإلى البول بشكل متكرر مما يؤدي إلى فشل كلوي.